# Ireesha

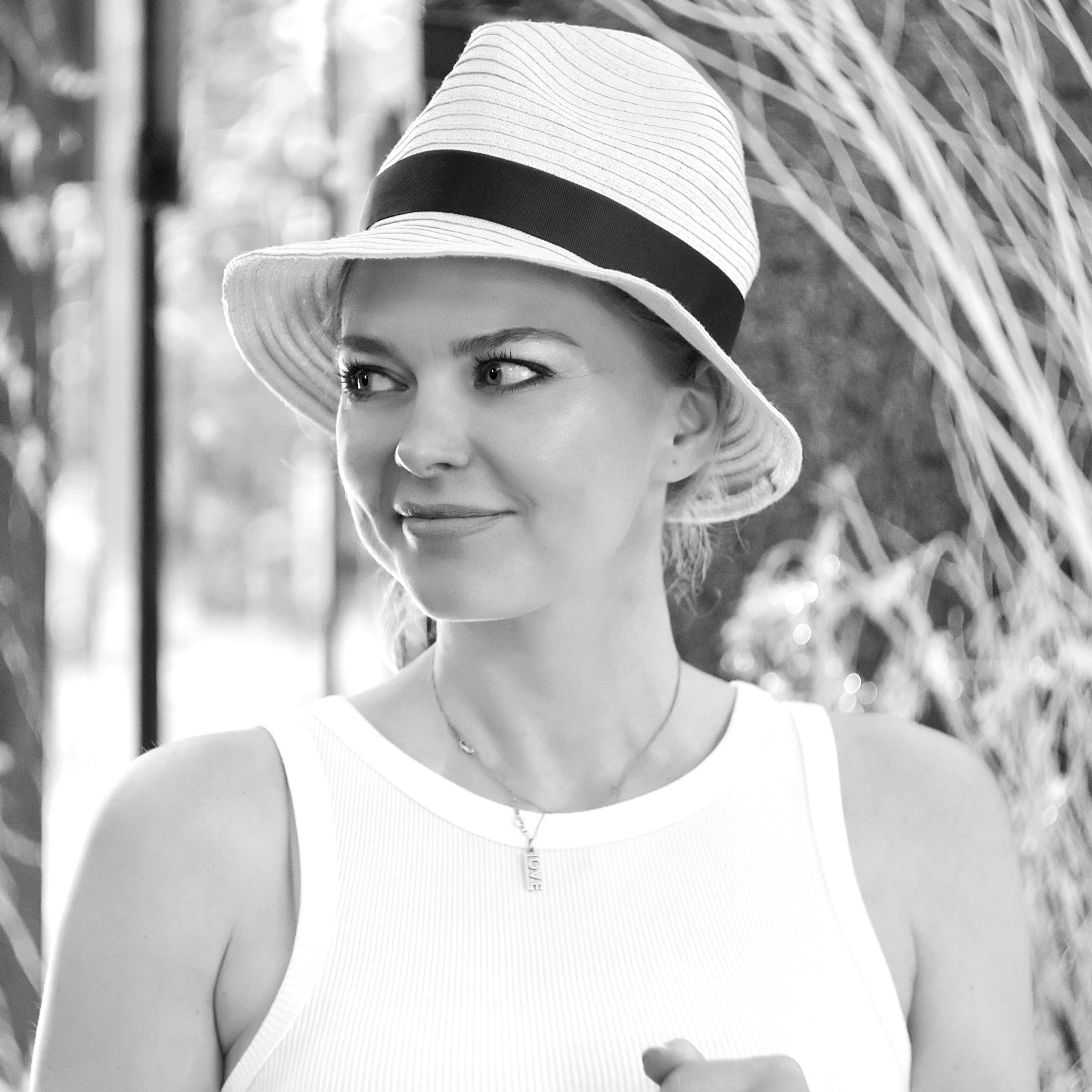
Ireesha (2017)

Ireesha (eigentlich ukrainisch Ірина Олегівна Блохіна/Iryna Olehiwna Blochina; * 15. Januar 1983 in Kiew) ist eine ukrainische Sängerin, Schauspielerin, Tänzerin und Moderatorin. Seit November 2011 ist sie mit Sergei Larkin verheiratet, so dass sie auch den Namen Irina Lar’kina (Larkina) führt.

## Leben
Iryna Blochina wurde 1983 in Kiew als Tochter der ukrainischen Gymnastik-Weltmeisterin Iryna Derjugina und des Fußballers Oleh Blochin geboren.

### Musikkarriere
Im Jahr 1995 sammelte sie erste Erfahrungen als Sängerin mit ihrer Band „Melt“ als Vorgruppe beim Kiewer Konzert von La Toya Jackson; ein Jahr später trat sie mit ihrer Band „Melt“ als Vorgruppe der britischen Popband „Snap“ auf. 1999 veröffentlichte Ireesha ihr erstes Solo-Album „H20“, welches in der Ukraine Platz 5 der Albencharts erreichte. Als Choreografin arbeitete Blochina für das ukrainische Nationale Olympische Komitee in der Rhythmischen Sportgymnastik. So gestaltete sie die Abläufe bei den Olympischen Sommerspielen 2008 in Peking sowie bei diversen Rhythmische-Sportgymnastik-Europameisterschaften und Weltmeisterschaften.

### Schauspielkarriere
Neben ihrer Karriere als Sängerin hatte sie kleine Rollen als Schauspielerin in US-amerikanischen Serien und Spielfilmen. So spielte sie in der 2006 erschienenen Komödie Klick eine Nebenrolle als Joggerin und eine Nebenrolle in der Fernsehserie Two and a Half Men in der Folge A Live Woman of Proven Fertility.

### Privates
Am 21. November 2011 heiratete sie den Geschäftsmann Sergei Larkin, der in der Ukraine als Rapper unter dem Pseudonym Larson auftritt.

## Filmografie
- 2006: Klick
- 2006: Two and a Half Men (Fernsehserie, eine Folge)
- 2008: Q: Secret Agent (Kurzfilm)